# إيمي بارتليت
إيمي بارتليت (بالإنجليزية: Amy Bartlett)‏ هي كاتِبة وشاعرة أمريكية، ولدت في 18 مارس 1949، وتوفيت في 29 فبراير 2004.